# Cleora rhamphoides
Cleora rhamphoides är en fjärilsart som beskrevs av Eugen Wehrli 1943. Cleora rhamphoides ingår i släktet Cleora och familjen mätare. Inga underarter finns listade i Catalogue of Life.